# شیرشاه (فیلم ۲۰۲۱)
شیرشاه (به هندی: Shershaah) و (به انگلیسی: Lion king) فیلمی هندی محصول سال ۲۰۲۱ و به کارگردانی ویشنوواردهان است. در این فیلم بازیگرانی همچون سیدهارث مالهوترا، کیارا ادوانی، شیو پاندیت و نیکیتین دیر ایفای نقش کرده‌اند.